# Pachyparnus birmanicus
Pachyparnus birmanicus är en skalbaggsart som beskrevs av Bollow 1940. Pachyparnus birmanicus ingår i släktet Pachyparnus och familjen öronbaggar. Inga underarter finns listade i Catalogue of Life.